# Ahrsen
Ahrsen è una frazione (Stadtteil) della città di Walsrode, nel land della Bassa Sassonia, in Germania.

## Storia
Già comune autonomo nel circondario di Fallingbostel, fu soppresso e incorporato a Bomlitz il 1º marzo 1974; insieme con Bomlitz, fu unito a Walsrode 1º gennaio 2020.